# Dejan Georgievski
Dejan Georgievski (Skopje, 8 maggio 1999) è un taekwondoka macedone.

## Palmarès
- Giochi olimpici

Tokyo 2020: argento nei +80 kg.